# Retiro espiritual
Um retiro espiritual é um momento que uma pessoa leva para orar, meditar ou geralmente para refletir sobre sua vida privada, de forma individual ou em grupos. Isso geralmente inclui distanciar-se geograficamente de onde normalmente se vive e trabalha, e ocorre em um local tranquilo.
Retiro pode ser um local como chácara, sítio, acampamento, fazenda e outros. Enfim, algum estabelecimento afastado da cidade ou isolado onde possa se realizar eventos de natureza mais pessoal ou em grupo. 
É possível encontrar retiros de diversos tipos, desde os mais tradicionais, como os de meditação e yoga, até vivências focadas em dança, sound healing, aiurveda, retiros exclusivo para mulheres, retiro tântricos para casais, retiros de detox digital e muitos mais. Os retiros podem ter, ou não, uma linha religiosa ou filosófica. Os que seguem essa linha religiosa, podem seguir fundamentos do budismo, taoísta, cristãos e de muitos outros credos.

## Cristianismo
Retiro é um termo muito usado por cristãos para designar uma atividade da igreja em que geralmente são levados para lugares ao ar livre onde possam usufruir ao máximo do encontro com Deus. Ele pode ser uma "vivência", ou seja, de apenas um dia ou pode ser de 3 ou de uma semana. Existem diversos tipos de retiros (formação, espiritual, meditação, reflexão...).

### Cristianismo evangélico

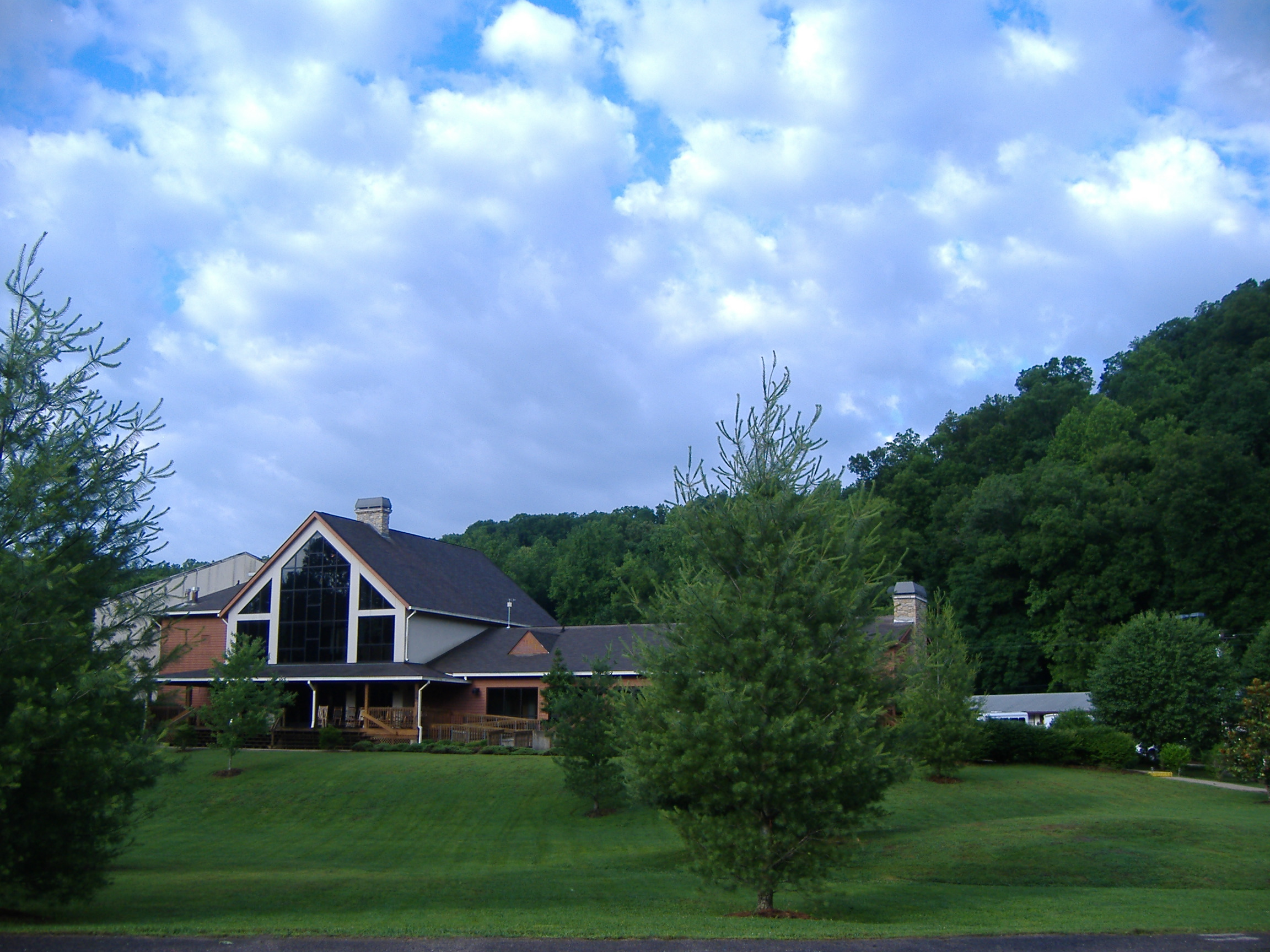
Centro de Conferências Batista de Linden Valley em Linden (Tennessee), Estados Unidos.

No Cristianismo evangélico, os tempos de retiro espiritual foram incentivados pelo desenvolvimento das reuniões campais do século XIX, a fim de promover a renovação espiritual, longe da cidade e na natureza.  Esses acampamentos foram uma oportunidade para orar, cantar e ouvir sermões durante vários dias.
Várias associações religiosas também estabeleceram acampamentos ou centros de convenções em locais isolados, que oferecem períodos de retiro para crianças e adultos. 